# Iglesia de San Caprasio (Santa Cruz de la Serós)
La Iglesia de San Caprasio es una pequeña iglesia medieval de Huesca, Aragón. Fue construida entre los años 20-30 del siglo XI bajo el reinado de Sancho III el Mayor, durante el contexto de repoblación y reconstrucción que tuvo lugar en la primera mitad de este siglo. 
Muy cercano al monasterio de San Juan de la Peña. Este es el templo lombardo al más oeste de Aragón. Es uno de los ejemplos más interesantes que puede encontrarse en los Pirineos.  
Se encuentra a 2 km del ramal del Camino De Santiago, por lo que posiblemente los peregrinos que recorrían el Camino de Santiago traerán consigo la devoción de este santo del siglo IV, pues se le vinculaba a estos viajeros.  

## Descripción
Esta iglesia de estilo lombardo fue probablemente obra de artistas y canteros provenientes del norte de Italia.  La nave se estructura en dos tramos desiguales separados entre sí por un arco fajón cubiertas ambas por bóvedas de arista. Podemos apreciar características del arte lombardo como “la triple esquina” formada por la conjunción del arco fajón y el arranque de la bóveda de arista. 
La cabecera recoge un irregular presbiterio que adquiere forma trapezoidal y que cubre con una bóveda de cañón.  El ábside está decorado con tres pequeñas ventanas, que junto con tres vanos en el muro sur iluminan la estancia. Sobre este ábside se levanta una bóveda de cuarto de esfera. Es cierto que la iglesia carece de decoración pero podemos observar un recurrente juego de luces y sombras, sobre todo en el ábside.  
En el exterior descubrimos un poco más de decoración, aunque es bastante  austera. En los muros de piedra encontramos arquillos ciegos recorriendo el perímetro apeando alternativamente en ménsulas, creando efectos de claroscuro.  En el ábside también hay arcos ciegos pareados y apean en ménsulas.  
Sobre el presbiterio se alza una torre campanario, este es un añadido románico, que corresponde al siglo XII. Carece de acceso desde el interior, por lo que se piensa que subían con algún tipo de escalera móvil. La torre anteriormente era más alta, contaba con dos cuerpos más que ya no se conservan.  

## Añadidos posteriores
Durante los siglos XVII y XVIII se añadió un segundo cuerpo a la torre y se añadieron  dos naves laterales a la iglesia.  
En los años 60 del siglo pasado se restauró y se eliminaron aquellas ampliaciones de siglos anteriores, para devolverle su forma original

## Bien de Interés Cultural
El 30 de noviembre de 2004 fue declarada Bien de Interés Cultural en la categoría de monumento.  

## Galería

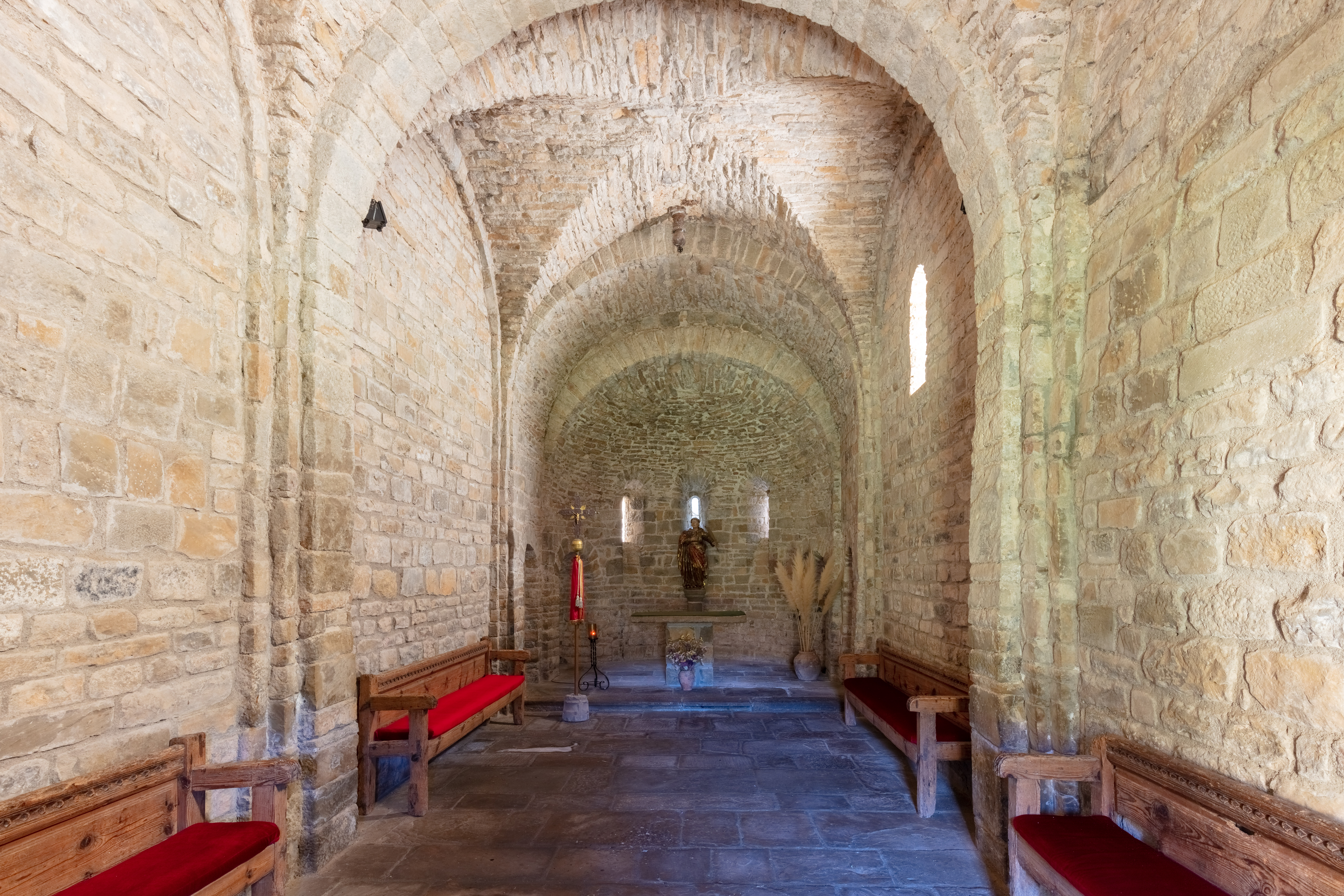
Interior
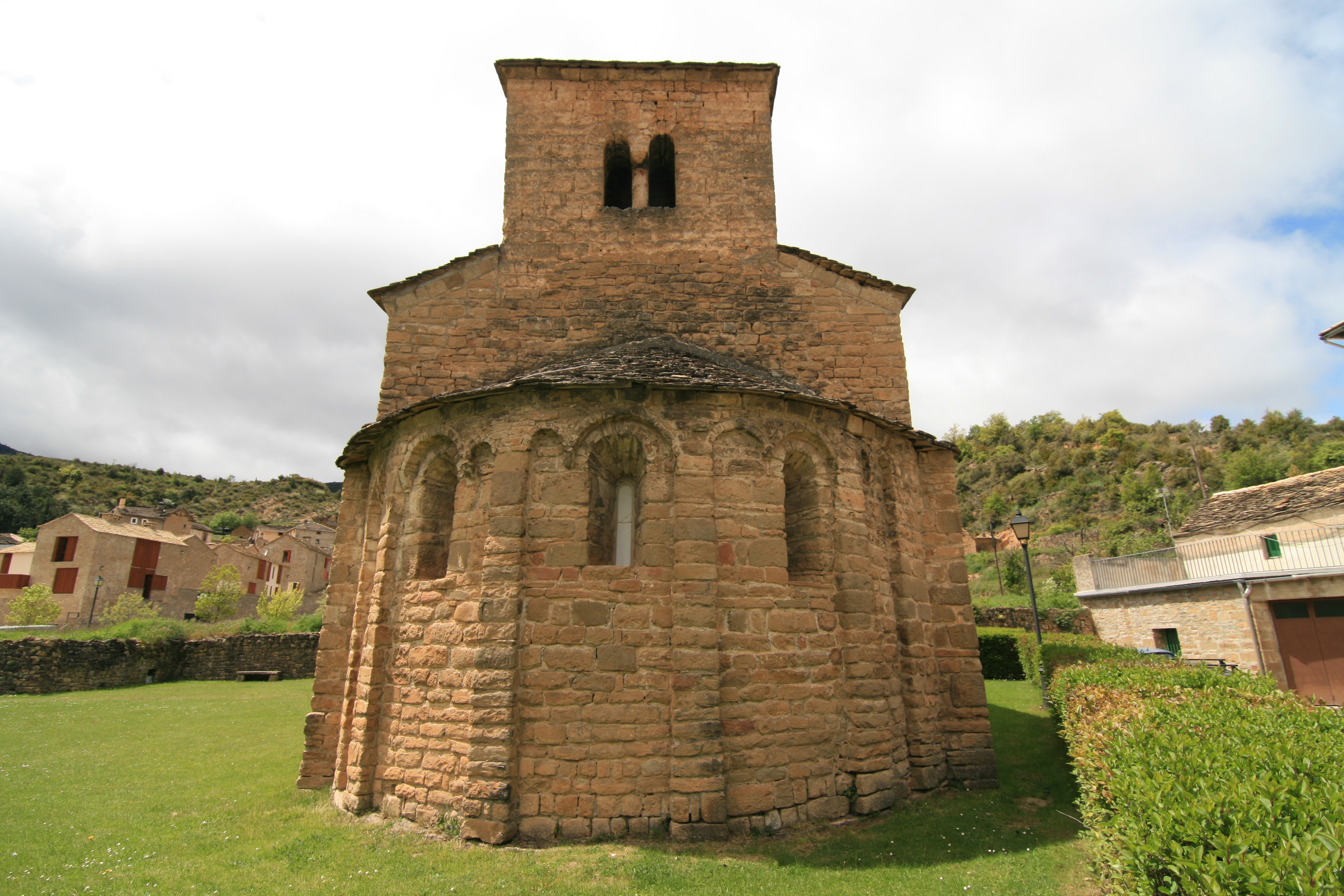
Ábside
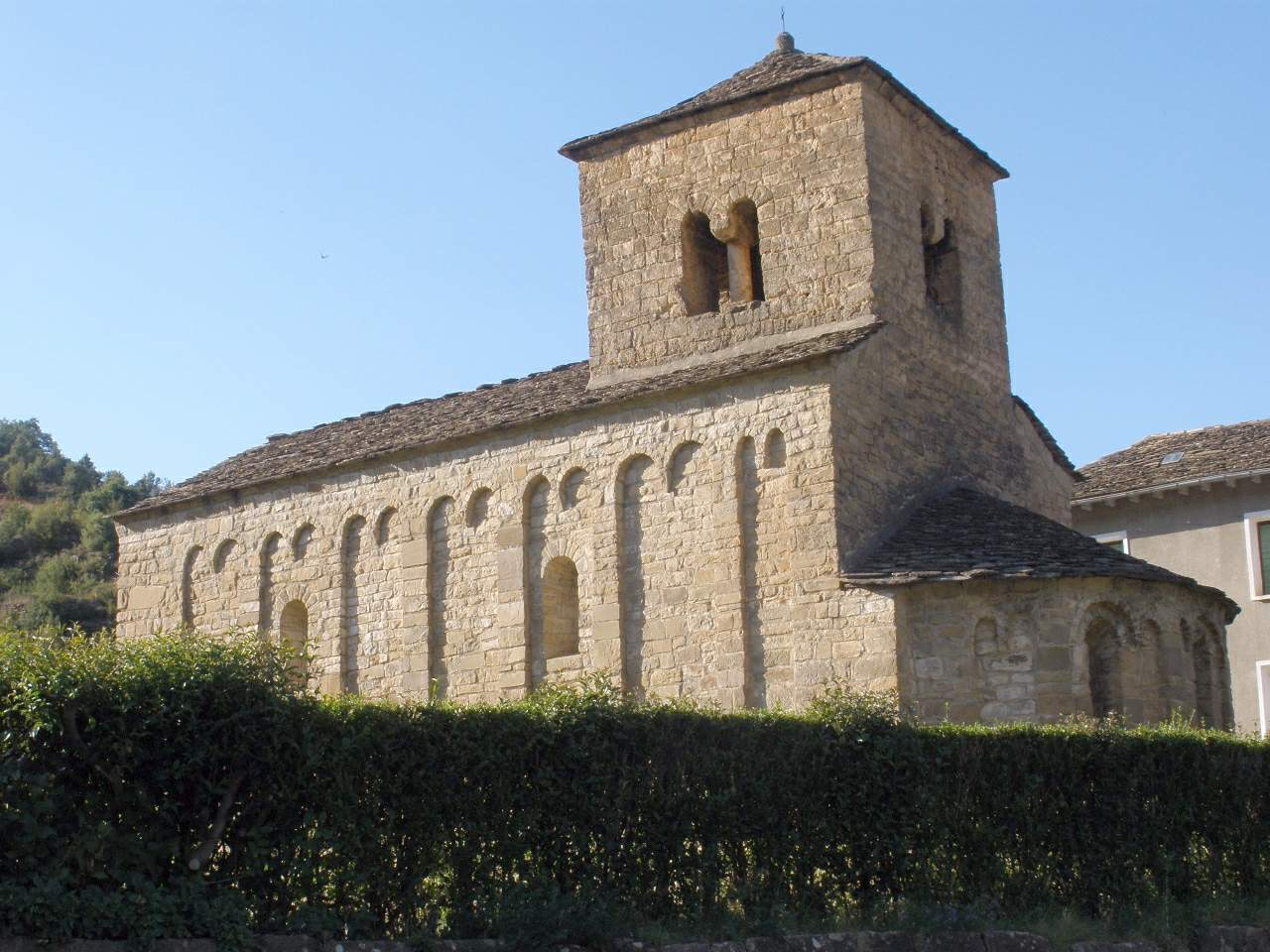
Vista general del exterior
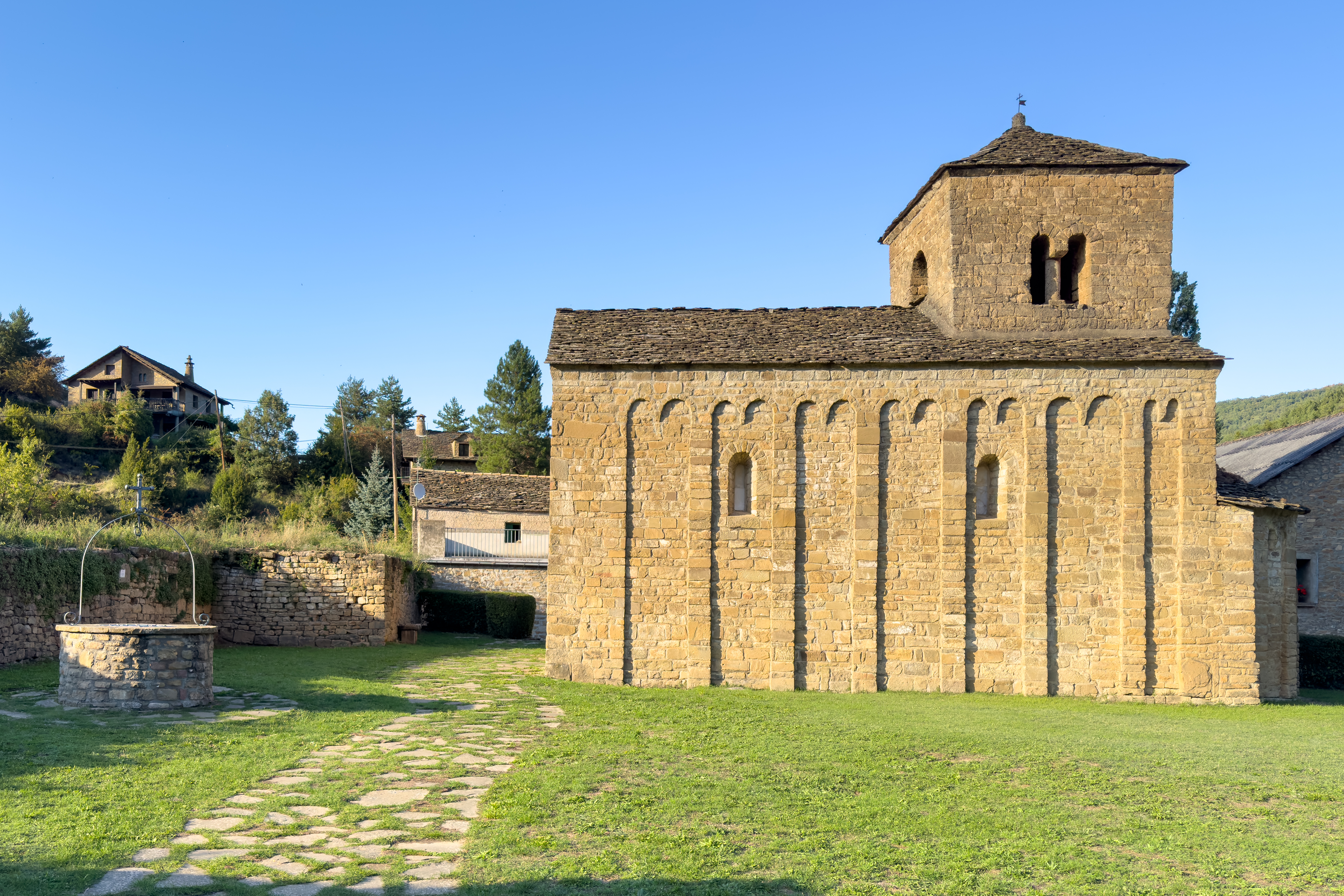
Vista general del exterior
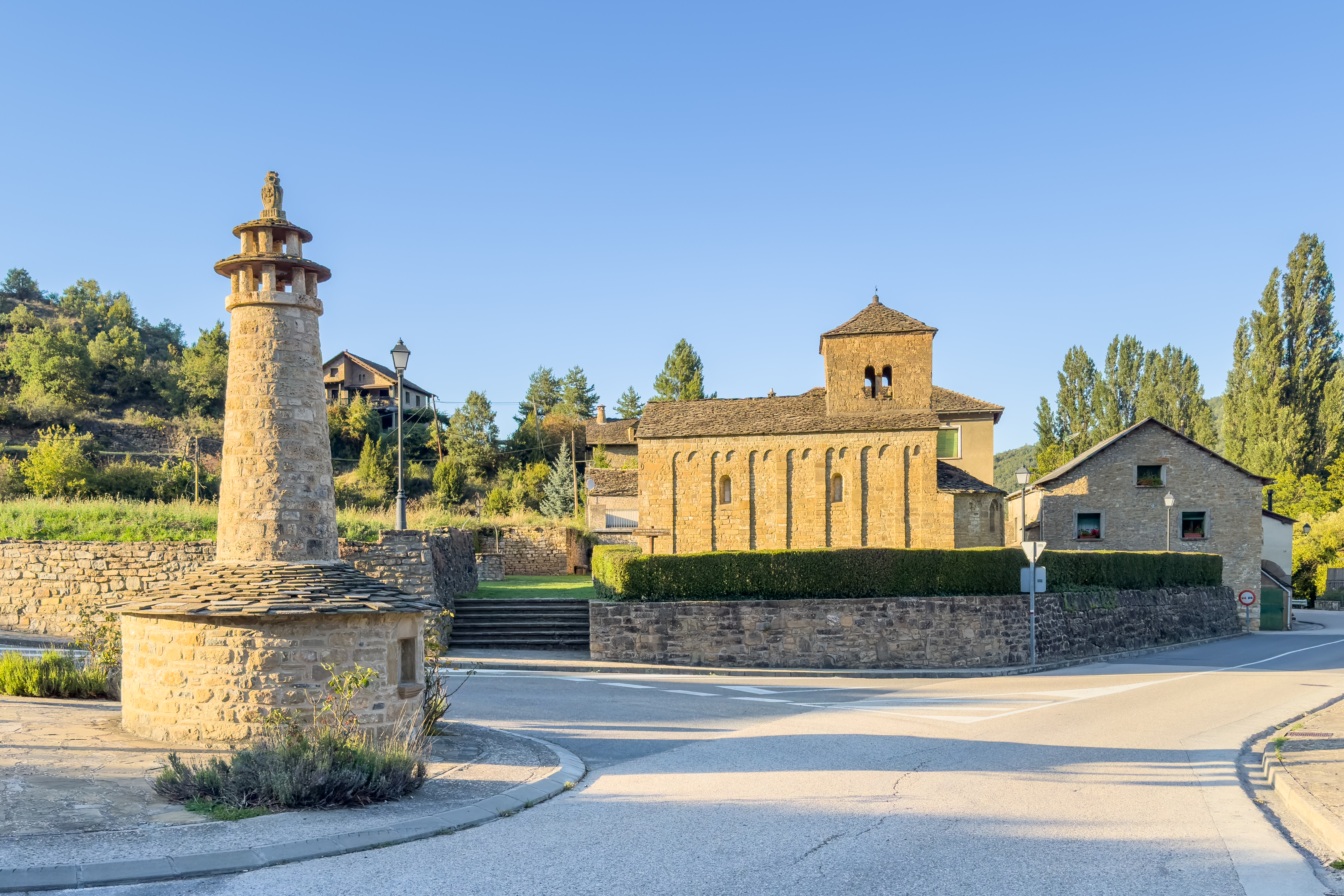
Vista general del exterior